# 風蓮湖

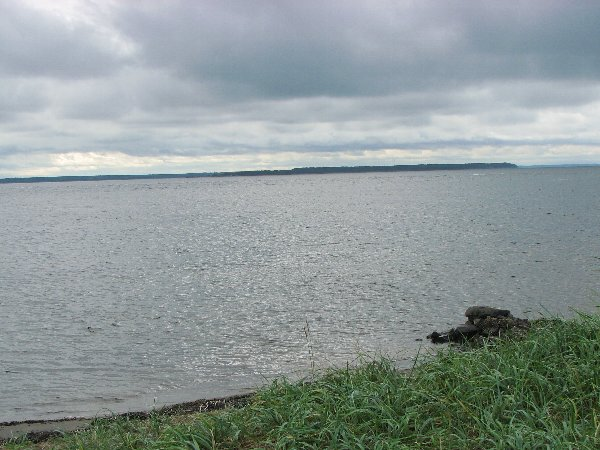
風蓮湖

風蓮湖（日语：ふうれんこ）是位於日本北海道根室市及野付郡別海町的湖泊。面積59.01平方公里，是日本面積第13大湖泊。風蓮湖是一座半鹹水湖，也是北海道面積第三大汽水湖和周長最長的半鹹水湖。風蓮湖是天鵝和眾多候鳥的越冬地。
名稱源自注入此湖的風蓮川，而河流的名字來源於阿伊努語的「hure-pet」，意思是紅色的河川。